# Club de Regatas La Marina

Sede central del club.

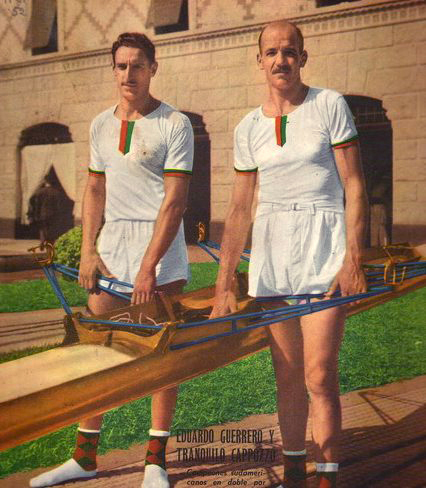
Eduardo Guerrero (izq) y Tranquilo Capozzo, luego de ganar la medalla de oro en Helsinki, 1952. Tapa de la revista El Gráfico.

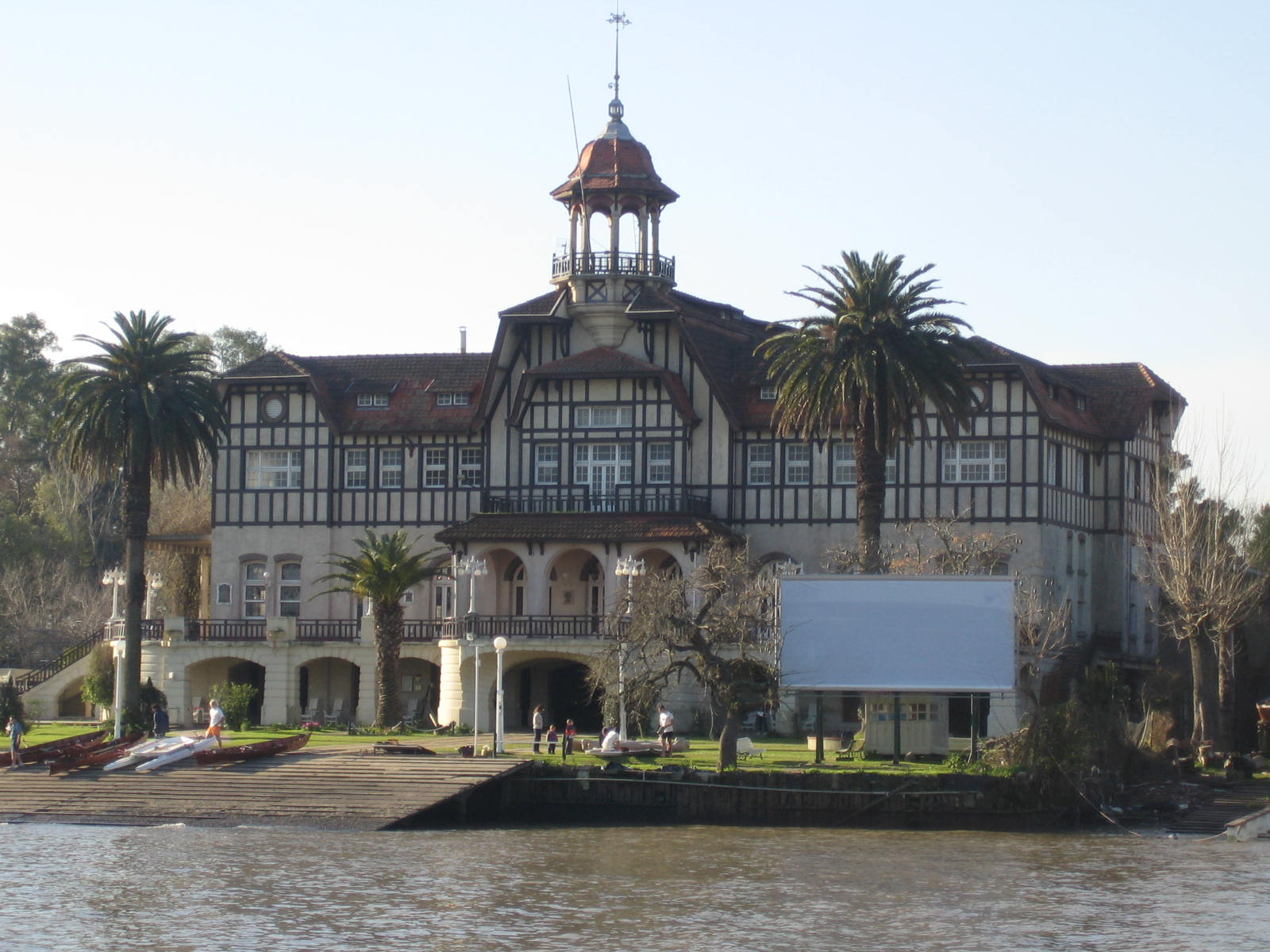
Otra imagen de la sede central del club.

El Club de Regatas La Marina es un club privado con fines deportivos situado en la ciudad de Tigre en la Provincia de Buenos Aires a unos 30 km de la ciudad de Buenos Aires, Argentina.
Lleva en su haber más de 1500 regatas ganadas lo que le permite estar considerado uno de los puntales del remo mundial.

## Historia
El «Club de Regatas La Marina» fue fundado en Buenos Aires el 18 de julio de 1876, en un salón alquilado a la Sociedad Española La Marina con entradas por la Calle Reconquista y por la Avenida Rivadavia frente a una plaza, donde funcionaba un restaurante.
El 26 de noviembre de 1876 se inauguró el primer local social ubicado en la margen derecha del Riachuelo en el paraje conocido como “Vuelta de Rocha”. 
- El 1 de noviembre de 1879 este club organiza la primera regata interclubes donde participan el mencionado y el Buenos Aires Rowing Club.

- En noviembre de 1886 la epidemia de fiebre cólera que azotó Buenos Aires obligando al Gobierno Nacional a tomar posesión del local del Club para transformarlo en lazareto y luego quemarlo por razones de profilaxis.

- En 1895 el Gobierno entrega en resarcimiento por la sede perdida, una chata de similares características a la que poseía en Buenos Aires.

- Rowing Club fondeada también en Dársena Sur y es utilizada como sede social. En ese entonces contaba con 16 botes para la práctica del remo por parte de sus asociados.

- El 1 de noviembre de 1908 se inaugura la sede social en Tigre en la margen izquierda del río Luján.

- El 30 de octubre de 1927 con la presencia del Presidente de la Nación (Marcelo T. De Alvear) se inaugura el actual edificio orgullo de Tigre y su zona por su belleza y líneas arquitectónicas.[1]

El Teatro Colón era administrado por la Sociedad Española La Marina y la primera secretaría funcionó en ese lugar.
Desde 1944 toda esa manzana sería ocupada por la casa central del Banco Nación.

## Logros deportivos
Los últimos campeones olímpicos que tuvo la Argentina fueron dos remeros: Tranquilo Capozzo (perteneciente al Club Canottieri Italiani) y Eduardo Guerrero (este último perteneciente al Club de Regatas La Marina) que ganaron una medalla de oro en los Juegos Olímpicos de Helsinki 1952.
Julio Curatella y Horacio Podestá, ambos del Club de Regatas La Marina, obtuvieron la medalla de bronce en los Juegos Olímpicos de Alemania en 1936. Además en 1948 participaron de los Juegos Olímpicos de Londres.
En la especialidad remo de travesía, o remo-maratón, el Club de Regatas La Marina es el club de remo de Argentina con más campeonatos anuales obtenidos y con más regatas generales ganadas.

## Sedes
En los más de 140 años con los que cuenta el club, han contado con 8 sedes o locales deportivos:
3 en el Riachuelo, de los cuales 2 fueron en Avellaneda y el otro sobre Buenos Aires, la Dársena Sur y finalmente 3 en el Tigre. 
- Primer local: En Avellaneda frente a la Vuelta de Rocha, margen derecha al 26 de noviembre de 1876.

- Segundo local: en la Ciudad de Buenos Aires en el Riachuelo, margen izquierdo o norte calle Pedro de Mendoza y tres esquinas, actualmente Osvaldo Cruz, en lo que se llamaba vuelta de Badaracco agosto de 1878.

- Tercer local: En Avellaneda sobre el Arroyo Maciel, habilitado a finales de 1885.

Por la epidemia de cólera que azotó Buenos Aires en el año 1886 este local se convirtió en un lazareto para enfermos. Por esa razón las autoridades sanitarias del club procedieron al incendio del club con botes y todos los inmuebles y demás infraestructura. 
- Cuarto local fue la Chata Caa Guazú fondeada al este de la Dársena Sur de Buenos Aires. Este edificio fue luego cedido por el gobierno nacional junto a una suma de 7000 pesos como indemnización por la destrucción del anterior local.

- Quinto local fue un chalet donde la Unión Telefónica le dio el número 19 el 13 de noviembre de 1903.

- Sexto local en Tigre, sobre Río Luján (donde actualmente funciona el Club de Remeros Escandinavos) pasando el Río Reconquista.

- El séptimo local estuvo en el terreno actual del club en 1912, donde existe actualmente el galpón de botes.

- El octavo Y último edificio (el actual), correspondiente a la octava sede inaugurada el 30 de octubre de 1927 por el entonces Presidente de la Nación Argentina Marcelo T. de Alvear.

## Instalaciones
El club posee:
- Parrillas
- Quinchos
- Habitaciones (hospedaje en el propio club)
- Canchas de fútbol césped
- Canchas de fútbol sintético
- Canchas de tenis
- Canchas de paddle
- Canchas de bochas
- Cancha de pelota paleta
- Cancha de basket
- Cancha de vóley
- Piscinas de natación
- Vestuarios
- Juegos para niños
- Salón de reuniones
- Restaurante abierto al público

## Actividades deportivas
El club se especializa en el remo, como muchos de los clubes de la zona, por lo que posee un gran galpón donde se almacenan los botes de alquiler.
El club cuenta además con infraestructura para realizar los siguientes deportes:
- Canotaje
- Natación
- Bochas
- Basket
- Gimnasia
- Fútbol
- Paddle
- Paleta frontón
- Tenis
- Vóley